# Sergey Shustikov
Sergey Viktorovich Shustikov - em russo, Сергей Викторович Шустиков (Moscou, 30 de setembro de 1970 - 7 de janeiro de 2016) foi um futebolista e treinador de futebol da Rússia.
Jogou a maior parte de sua carreira no Torpedo Moscou, onde atuou entre 1988 e 1996. Passou também no futebol espanhol, defendendo Racing Santander e Osasuna. Jogou ainda por CSKA Moscou e FC Moscou, onde pendurou as chuteiras em 2004.
Com a carreira de jogador encerrada, Shustikov tornou-se auxiliar do time-reserva do FC Moscou em 2005. Foi promovido a auxilar-técnico do time principal no mesmo ano, exercendo a função também no Krylya Sovetov Samara e no CSKA. A única experiência como técnico de uma equipe principal foi no Solyaris Moscou, entre 2014 e 2015.

## Seleção da CEI
Shustikov, que chegou a atuar pela equipe olímpica da URSS, defendeu a Seleção da CEI em 2 jogos, ambos em fevereiro de 1992, contra Estados Unidos e Israel. Porém, não foi convocado à Eurocopa realizada naquele ano. Com a dissolução da equipe após o torneio, Shustikov não chegou a jogar pela Seleção Russa.

## Morte
Em 7 de janeiro de 2016, Shustikov foi vitimado por um ataque cardíaco, vindo a falecer aos 45 anos de idade|.

## Links
- Sergey Shustikov em National-Football-Teams.com